# Madhab
Madhab (en árabe: مذهب‎, plural مذاهب maḏāhib) es el término por el que se conocen en el islam las diferentes escuelas o corrientes de interpretación de la jurisprudencia islámica o fiqh. 
En los 150 primeros años de vida del Islam hubo muchas madāhib; de hecho, varios de los sahaba o compañeros de Mahoma tuvieron sus propias vías de interpretación. En la actualidad sobreviven sólo cinco de estas escuelas: cuatro son propias del islam suní mientras que el chiismo tiene una madhab propia.
Las cuatro escuelas suníes son: 

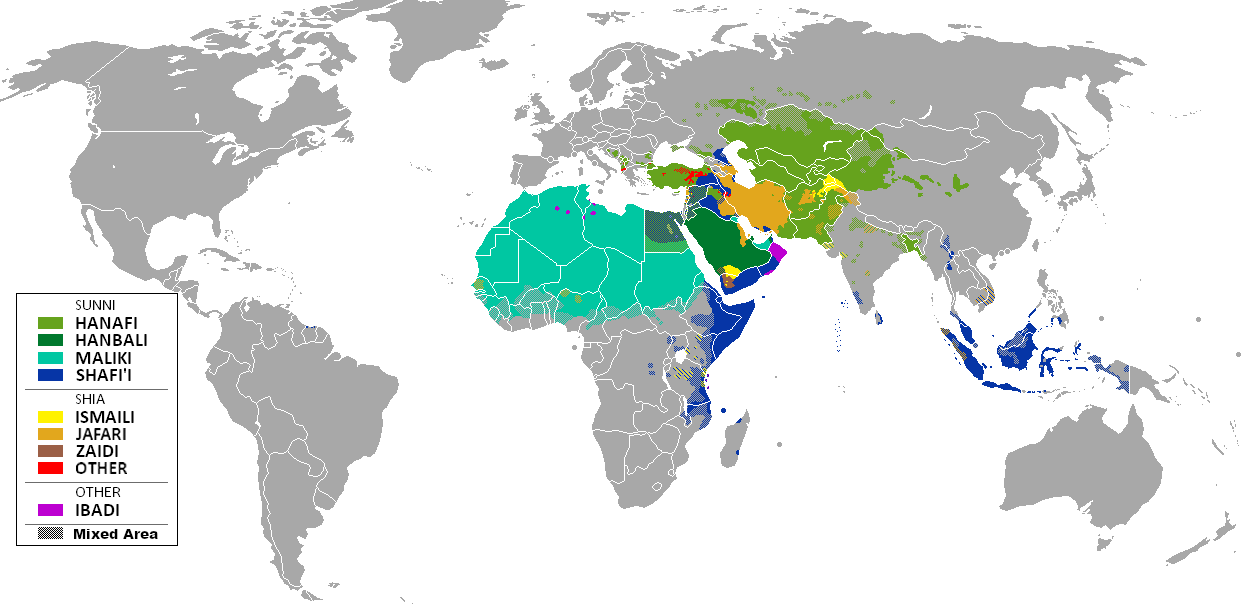
Escuelas de jurisprudencia islámica en el mundo musulmán.

- La hanafí, fundada por el imán Abu Hanifa, que vivió en Irak poco después de la muerte de Mahoma. La escuela hanafí reúne a escuelas iraquíes anteriores, surgidas en los primeros tiempos del Islam. Esta es la escuela de derecho islámico más extendida, seguida por aproximadamente un tercio de los musulmanes del mundo. Era la escuela del califato abasí y del imperio otomano. Utiliza la razón, la lógica, la opinión (ra'y), la analogía (qiyas) y la preferencia (istihsan) en la formulación de las leyes.[1]
- La malikí, fundada por el imán Málik, contemporáneo del anterior aunque más joven y oriundo de Medina. Esta escuela concentra escuelas también de la primera ola como las de Damasco, Kufa, Basora y Medina. Es la dominante en el Magreb, entre otros lugares, y fue también la dominante en al-Ándalus. Esta escuela de pensamiento es conocida por incluir la práctica de los eruditos de Medina (amal ahlu al-Medina, en árabe: عمل أهل المدينة‎) como parte de su metodología (usul al-fiqh en árabe: أصول الفقه‎). Diez mil compañeros del profeta Mahoma vivieron y murieron en Medina y el imán Málik aprendió de sus alumnos.
- La shafi'í, fundada por el imán Shafi‘i, discípulo de Málik y Abu Hanifa. Esta escuela combinaba el conocimiento de fiqh como se practicaba en Irak con el del Hiyaz. Considera un hadiz superior a las doctrinas tradicionales de las escuelas anteriores en la formulación de la ley islámica. Niega la preferencia (istishan) como fuente de derecho.[2]
- La hanbalí, fundada por el imán Ahmad ibn Hanbal, quien estudió con Shafi`i, por lo que hay grandes similitudes entre ambas escuelas. Esta escuela reconoce como fuentes de derecho: el Corán, los hadices, los fatwas de los Compañeros de Mahoma, los dichos de un único Compañero, las tradiciones con cadenas de transmisión más débiles o sin el nombre de un transmisor en la cadena, y el razonamiento por analogía (qiyas) cuando sea absolutamente necesario. Alienta la práctica del razonamiento independiente (ijtihad) a través del estudio del Corán y el hadiz. Rechaza el taqlid, o la adhesión ciega a las opiniones de otros académicos, y aboga por una interpretación literal de las fuentes textuales.[3]

La madhab chií es la yafarí, fundada por el imán Yaʿfar as-Sadiq. Emplea el intelecto en lugar de la analogía para establecer las leyes, a diferencia de la práctica suní común.
Los musulmanes suníes se suelen identificar, en materia jurídica y de reglamentación, como seguidores de una de estas cuatro escuelas. Por lo general, cada territorio tiene una escuela dominante, y hay lugares donde coexisten varias de ellas. A veces se las ha calificado de «sectas».

## Ijma'
Adoptar una madhhab está permitido por la ijma (consenso de los expertos) según el erudito imán Najm ad-Din al-Tufi al-Hanbali (673 – 716 AH), un estudiante de ibn Taymiyyah.